# Laguna Chojllas
La laguna Chojllas es una laguna de agua dulce ubicada al sur del departamento boliviano de Potosí, tiene una superficie de 5,5 kilómetros cuadrados la mitad de la laguna se encuentra dentro de la Reserva Nacional de Fauna Andina Eduardo Abaroa.